# Andrea Jürgens
Andrea Elisabeth Maria Jürgens (Wanne-Eickel, 15 maggio 1967 – Recklinghausen, 20 luglio 2017) è stata una cantante tedesca, che fu molto popolare come cantante bambina tra la fine degli anni settanta e l'inizio degli anni ottanta.
Nel corso della sua quarentennale carriera, pubblicò circa una trentina di album (raccolte comprese). Tra i suoi brani più celebri, figurano Amore-Amore, Ein Herz für Kinder, Der erste Kuss, Geh doch zum Teufel, Ich zeige Dir mein Paradies, Chinatown ist in New York, Spanien ist schön, Tina ist weg, Und dabei lieb ich euch beide, Wo ist dein Herz..., ecc.

## Biografia
Andrea Elisabeth Maria Jürgens nasce a Wanne-Eickel, nella Renania Settentrionale-Vestfalia, il 15 maggio 1967. È la seconda figlia di Heinz e Margret Jürgens.
Dopo essere stata scoperta a soli dieci anni dal produttore Jack White, raggiunge la notorietà debuttando in una trasmissione dell'ultimo dell'anno 1977 trasmessa dall'ARD e condotta da Rudi Carrell.. Nella trasmissione interpreta l'inedito Und dabei lieb ich euch beide, un brano che racconta della separazione dei genitori vista dal punto di vista di una bambina.; il 45 giri raggiungerà in seguito, nel marzo 1978, il primo posto della classifica dei singoli in Germania e il primo posto nella classifica della ZDF.
Seguono poi altri singoli di successo, quali Ich zeige Dir mein Paradies, che raggiunge il quinto posto della classifica, e Ein Herz für Kinder.
Nel 1979, pubblica l'album natalizio  Weihnachten mit Andrea Jürgens , che raggiunge il primo posto della classifica in Germania e che viene più volte certificato disco d'oro e disco di platino, rimanendo,  per molto tempo, con 1,5 milione di copie vendute, l'album natalizio di maggiore successo in Germania.
La sua carriera prosegue anche all'inizio degli anni ottanta, prima di concedersi una pausa. Torna quindi a pubblicare un nuovo album nel 1990.
In seguito, a partire dal 1996 inizia una collaborazione con il Nockalm Quintett.
Nella primavera del 2017, annuncia una pausa dalle scene per motivi di salute. Muore a Recklinghausen il 20 luglio 2017 dopo alcuni giorni di coma, stroncata un'insufficienza renale acuta, a soli 50 anni.

## Discografia parziale

### Album
- 1978: Ich zeige dir mein Paradies
- 1979: Eine Rose schenk ich dir... und dieses Lied
- 1979: Weihnachten mit Andrea Jürgens - Meine 20 schönsten Weihnachtslieder
- 1980: Irgendwann wird jedes Mädchen mal 17
- 1980: 12 Lieder für dich
- 1981: Andrea Jürgens singt die schönsten deutschen Volkslieder
- 1981: Mama Lorraine
- 1982: Solang’ ein Mädchen träumen kann
- 1982: Stars in Gold
- 1984: Weil wir uns lieben
- 1987: 10 Jahre Andrea Jürgens • Die großen Erfolge
- 1989: Golden Stars
- 1990: Küsse der Nacht
- 1991: Liebe
- 1991: Das große deutsche Schlager-Archiv
- 1991: Amore, amore – Ihre schönsten Lovesongs
- 1991: Star Collection
- 1993: Ich krieg nie genug von dir
- 1994: Wir tanzen Lambada
- 1996: Wenn ich glücklich bin
- 1996: StarGala – Die großen Erfolge
- 1997: Momente – Die größten Erfolge aus 20 Jahren
- 2000: Komm in meine Träume
- 2000: Nur das Beste: Die großen Erfolge 1983–2000
- 2001: Andrea Jürgens singt die schönsten deutschen Weihnachtslieder - neu produziert
- 2002: Dankeschön zum 25-jährigen Bühnenjubiläum
- 2005: Lust aufs Leben
- 2005: Best of
- 2008: Verbotene Träume
- 2008: Das Allerbeste
- 2008: Du hast mir total gefehlt – 16 große Singlehits
- 2009: Star Edition
- 2010: Ich hab nur ein Herz
- 2012: Sonderedition Vol.1
- 2014: Das Beste
- 2015: Das Beste & noch mehr …
- 2015: Millionen von Sternen
- 2016: Von gestern bis heute
- 2016: Rosen ohne Dornen – Meine schönsten Balladen und Liebeslieder
- 2017: Das Beste – Ein Kinderstar wird 50
- 2017: Das Beste – Gedenk-Edition (raccolta postuma)
- 2019: Gold – Im stillen Gedenken (raccolta postuma)

## Premi e riconoscimenti (lista parziale)
- 1978: Leone d'argento di RTL Television per Und dabei liebe ich euch beide[1]
- 1979: Leone d'argento di RTL Television per Ich zeige dir mein Paradies[1]
- 1979: Leone d'argento di RTL Television per Tina ist weg[1]
- 1979: Leone di bronzo di RTL Television per Ein Herz für Kinder[1]
- Goldene Stimmgabel[4]